# 神志山村
神志山村（こうしやまむら）は三重県南牟婁郡にあった村。現在の御浜町大字志原・神木および熊野市久生屋町・金山町にあたる。

## 地理
- 海洋：熊野灘
- 山岳：西ノ峯山、妙見山
- 河川：市木川

## 歴史
- 1889年（明治22年）4月1日 - 町村制の施行により、久生屋村・金山村・志原村・神木村の区域をもって発足。
- 1957年（昭和32年）10月20日 - 大字久生屋・金山が熊野市に編入。
- 1958年（昭和33年）9月1日 - 阿田和町・市木尾呂志村と合併して御浜町が発足。同日神志山村廃止。

## 交通

### 鉄道路線
村域を日本国有鉄道の紀勢西線（現・紀勢本線）が通過したが、駅は所在しなかった。神志山駅は隣接する市木尾呂志村に所在。

### 道路
- 国道170号（現・国道42号）